# Aalborg Musikkonkurrence
Aalborg Musikkonkurrence (AaMuk) er en musikkonkurrence for danske brass bands og -ensembler, der blev grundlagt i 2008 af Henrik Juul-Pedersen. 
I 2008 afholdtes konkurrencen på Filstedvejens Skole, mens det siden 2009 har været afholdt på Sofiendalskolen.
Konkurrencen tiltrækker hvert år brass bands fra hele Danmark og internationalt anerkendte dommere (Webside ikke længere tilgængelig).

## Vindere
- 2008 –                                                       Sektion A: Svogerslev Blæserne             Sektion B: Aalborg Brass Band
- 2009 –                                                       Sektion A: Skanderborg Brass Band                           Sektion B: Brovst Pigegarde                  Sektion C: Hjallerup FDF Orkester
- 2010 –                                                        Sektion A: Dania Brass Band                           Sektion B: Brønderslev FDF Orkester                  Sektion C: Frederikshavn FDF Juniororkester
- 2011 –                                                        Sektion A: Frederikshavn FDF Brass Band                           Sektion B: Brovst Pigegarde                  Sektion C: Sejs Blæsernes Juniororkester
- 2012 -                                                         Sektion A: Peder Most Garden                           Sektion B: Brovst Pigegarde                  Sektion C: Løgstør Garden
- 2013 -                                                           Sektion A: Skanderborg Brass Band                           Sektion B: Thy-Mors Hjemmeværnsorkester                  Sektion C: Frederikshavn Talentband
- 2014 -                                                       Sektion A: Skanderborg Brass Band                           Sektion B: Brovst Pigegarde                  Sektion C: Aalborg Garden
- 2015 -                                                           Sektion A: Skanderborg Brass Band                           Sektion B: Brovst Pigegarde                      Sektion C: Løgstør Garden
- 2016 -                                                          Sektion O: Aarhus Brass Band                Sektion A:  Valdres Brass Band (Norge)                                                Sektion B: Aalborg Postorkester                  Sektion C: Greve Pigegarde
- 2017 -                                                          Sektion O: Lyngby-Taarbæk Brass Band                Sektion A:  Dania Brass Band                                                Sektion B: Aalborg Brass Band                  Sektion C: Vesthimmerlands Ungdomsbrass Band
- 2018 -                                                       Sektion O: Lyngby-Taarbæk Brass Band                Sektion A:  Oster Brass (Norge)                                                Sektion B: Aalborg Postorkester                  Sektion C: Brovst Pigegarde
- 2019 -                                                       Sektion O: Oster Brass (Norge)                Sektion A:  Dania Brass Band                                                Sektion B: Peder Most Garden                  Sektion C: Brovst Pigegarde
- 2021 -                                                         Sektion O: Concord Brass Band                Sektion A:  Hinnerup Garden                                                Sektion B: Hjørring Brass Band
- 2022 -                                                          Sektion O: Aarhus Brass Band                Sektion A:  Aalborg Postorkester                                                Sektion B: Hjemmeværnets Brass Band - Syd                                                            Sektion C: Peder Most Garden
- 2023 -                                                           Sektion O: Aarhus Brass Band                Sektion A:  Sørum Musikklag (Norge)                                                Sektion B: Peder Most Garden                  Sektion C: Aalborg Garden